# L'ospite segreto (film 2003)
L'ospite segreto è un film del 2003 diretto da Paolo Modugno.

## Trama
Hadì, un giovane in fuga da un paese del Terzo Mondo, mentre di notte si trova al porto per imbarcarsi su una carretta del mare, per sfuggire alle angherie e ai soprusi di chi dovrebbe condurlo all'estero, si getta in acqua e dopo aver nuotato per circa due miglia, raggiunge, sfinito, una nave alla fonda. Sulla nave c'è il capitano Alliano, che decide di nascondere il clandestino. Hadì e Alliano sono profondamente diversi fra loro per età, cultura ed etnia, ma durante il viaggio si confrontano ed hanno modo di scoprire di non essere poi così distanti.
All'alba, con la nave a poca distanza dalla costa, Hadì, per non compromettere la carriera del capitano, si getta in acqua e raggiunge il nuovo Paese. Ma anche qui subisce le stesse angherie e gli stessi soprusi della partenza. Arrestato, mentre sta per essere rimpatriato, Hadì si getta nuovamente in mare.